# Diviziunile teritoriale ale Tanzaniei

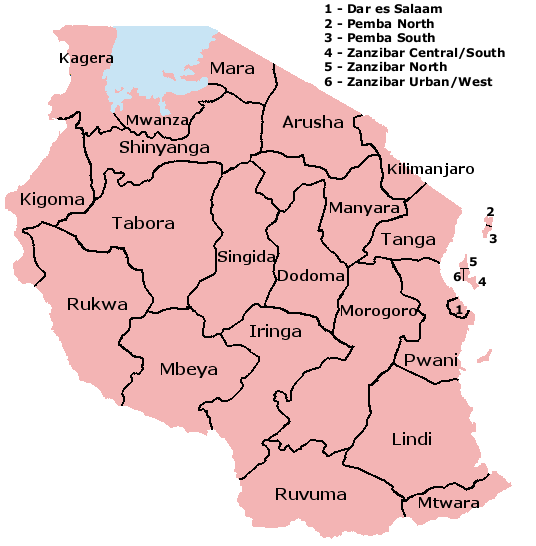
Regiunile Tanzaniei

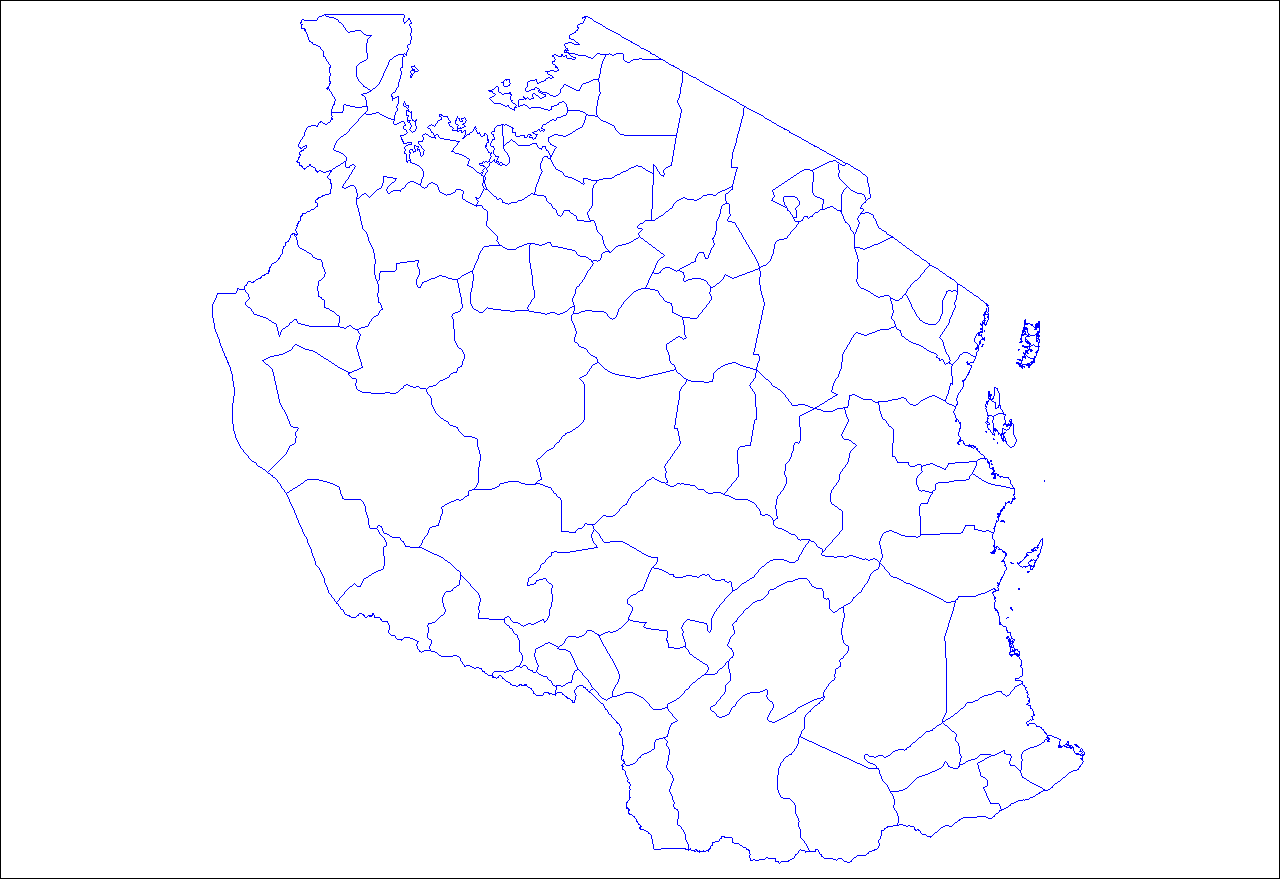
Districtele Tanzaniei

Tanzania este împărțită din punct de vedere administrativ în 29 regiuni (mkoa), divizate în districte: 

## Regiunea Arusha
- Arumeru
- Arusha
- Karatu
- Monduli
- Ngorongoro

## Regiunea Dar es Salaam
- Ilala
- Kinondoni
- Temeke

## Regiunea Dodoma
- Dodoma Rural
- Dodoma Urban
- Kondoa
- Kongwa
- Mpwapwa

## Regiunea Iringa
- Iringa Rural
- Iringa Urban
- Kilolo
- Mufindi

## Regiunea Kagera
- Biharamulo
- Bukoba Rural
- Bukoba Urban
- Chato
- Karagwe
- Misenyi
- Muleba
- Ngara

## Regiunea Kigoma
- Kasulu
- Kibondo
- Kigoma Rural
- Kigoma Urban

## Regiunea Kilimanjaro
- Hai
- Moshi Rural
- Moshi Urban
- Mwanga
- Rombo
- Same

## Regiunea Lindi
- Kilwa
- Lindi Rural
- Lindi Urban
- Liwale
- Nachingwea
- Ruangwa

## Regiunea Manyara
- Babati
- Hanang
- Kiteto
- Mbulu
- Simanjiro

## Regiunea Mara
- Bunda
- Musoma Rural
- Musoma Urban
- Serengeti
- Tarime
- Rorya

## Regiunea Mbeya
- Chunya
- Ileje
- Kyela
- Mbarali
- Mbeya Rural
- Mbeya Urban
- Mbozi
- Rungwe

## Regiunea Morogoro
- Kilombero
- Kilosa
- Morogoro Rural
- Morogoro Urban
- Mvomero
- Ulanga

## Regiunea Mtwara
- Lulindi
- Masasi
- Mtwara Rural
- Mtwara Urban
- Nanyumbu
- Newala
- Tandahimba

## Regiunea Mwanza
- Ilemela
- Kwimba
- Magu
- Misungwi
- Nyamagana
- Sengerema
- Ukerewe

## Regiunea Njoluma[2]
- Njombe
- Ludewa
- Makete

## Regiunea Pemba North
- Wete Pemba
- Micheweni Pemba

## Regiunea Pemba South
- Chakechake
- Mkoani

## Regiunea Pwani/Costa
- Bagamoyo
- Kibaha
- Kisarawe
- Mafia Island|Mafia
- Mkuranga
- Rufiji District|Rufiji

## Regiunea Rukwa
- Mpanda
- Nkasi
- Sumbawanga Rural
- Sumbawanga Urban

## Regiunea Ruvuma
- Mbinga
- Songea Rural
- Songea Urban
- Tunduru

## Regiunea Singida
- Iramba
- Manyoni
- Singida Rural
- Singida Urban

## Regiunea Tabora
- Igunga
- Nzega
- Sikonge
- Uyui
- Tabora Urban
- Urambo

## Regiunea Tanga
- Handeni
- Kilindi
- Korogwe
- Lushoto
- Muheza
- Nkinga
- Pangani
- Tanga

## Regiunea Zanzibar Central/Sud
- Zanzibar Central
- Zanzibar South

## Regiunea Zanzibar Nord
- Zanzibar North "A"
- Zanzibar North "B"

## Regiunea Zanzibar Vest
- Zanzibar Urban
- Zanzibar West